# Populus candicans
Populus candicans is een soort uit de wilgenfamilie (Salicaceae). De soort maakt onderdeel uit van de sectie Tacamahaca – balsempopulieren. Door het Amerikaanse ITIS en het Nederlandse Soortenbank.nl wordt P. candicans beschouwd als synoniem van Populus balsamifera. Op de site The PlantList wordt wel melding gemaakt van Populus × candicans maar dit betreft een kruising.

## Beschrijving
De loofboom komt oorspronkelijk uit het oosten van Canada en het centraal noordoosten / noordoosten van de Verenigde Staten. Zij groeien hier relatief snel en kunnen een hoogte bereiken van 11 tot 24 meter. De mosgroene, ei- tot hartvormige bladeren zijn afwisselend geplaatst. P. candicans bloeit van mei tot juni. In het voorjaar worden de zaden geproduceerd.
De bomen geven de voorkeur aan een zonnige situatie op verse tot natte grond. Het substraat moet leemachtig, zandig-leemachtig, korrelig-leemachtig, klei, zandige klei of leemachtige kleigrond zijn. Ze verdragen temperaturen tot −45 °C. De sierwaarde van P. candicans ligt vooral in zijn geur. Een veel in tuinen gebruikte cultivar is Populus candicans 'Aurora' . Deze cultivar heeft bonte bladeren.

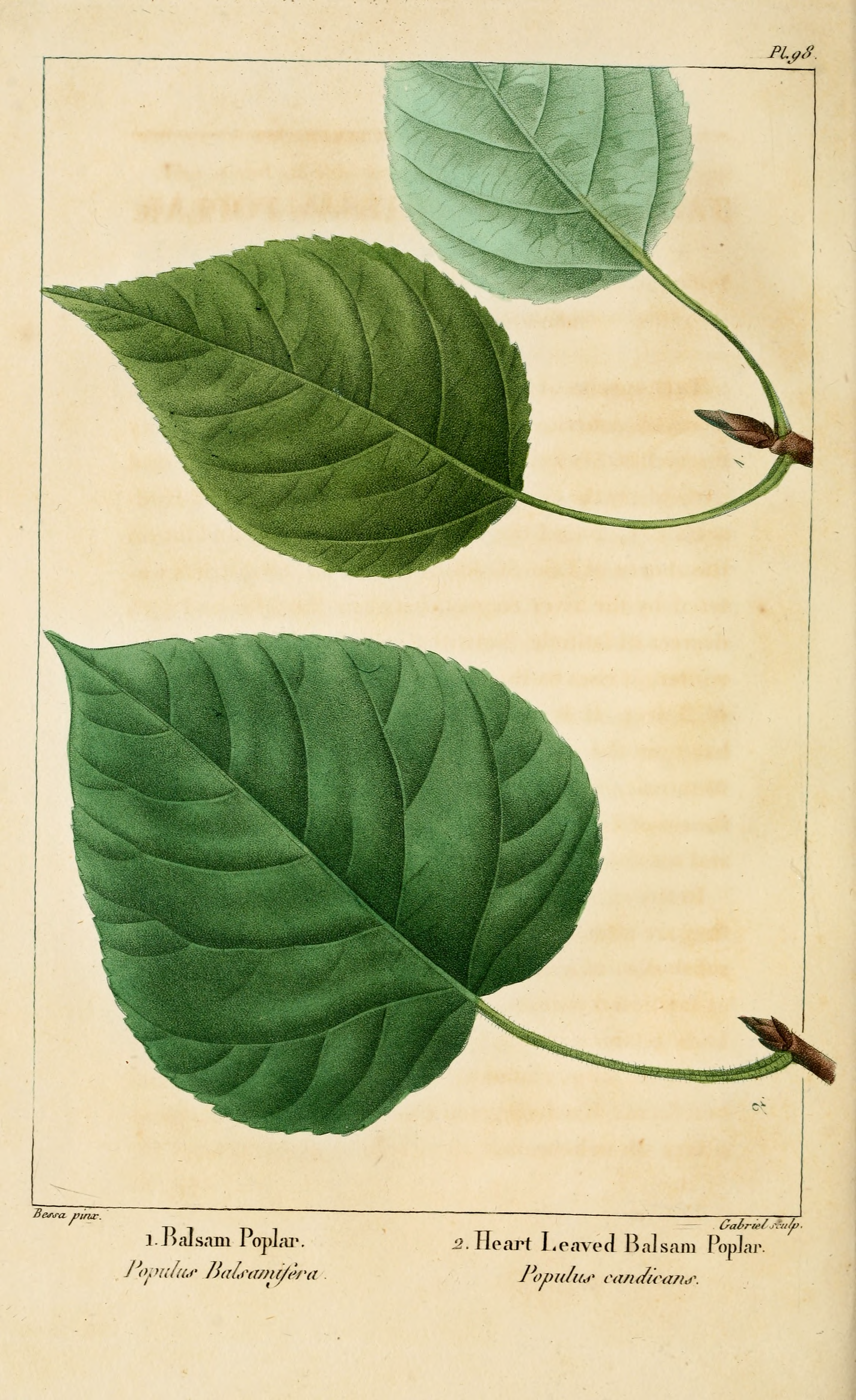
Blad van 1 P. balsamifera en 2 P. candicans
blad met de parasiet Leucoptera sinuella (Lyonetiidae)
Twee vogels uit de familie van de tirannen